# مورو دورو
مورو دورو (به ایتالیایی: Morro d'Oro) یک کومونه در ایتالیا است که در استان تیرامو واقع شده‌است.

## خصوصیات
مورو دورو ۲۸ کیلومترمربع مساحت و ۳٬۴۶۸ نفر جمعیت دارد و ۲۱۰ متر بالاتر از سطح دریا واقع شده‌است.